# Danny Javier
Daniel Javier y Morales, popularmente conocido como Danny Javier (Abuyog, 6 de agosto de 1947-Ciudad Quezon, 31 de octubre de 2022), fue un cantante y compositor filipino. 

## Carrera artística
En la década de los setenta fue miembro de la banda legendaria APO Hiking Society, al que pertenecían un grupo de los cantantes más populares de Filipinas, junto a Jim Paredes y Boboy Garovillo. Javier realizó con dicha banda una serie de conciertos en la mayor parte de las principales ciudades de Filipinas, y en otros países de Asia, Oriente Medio, Estados Unidos, Canadá y Europa. Además fue miembro de la Organisasyon ng Pilipinong-Mang aawit (OPM). Entre sus composiciones se incluyen temas musicales como: “Show Me A Smile” (1976), “Pumapatak ang Ulan” (1978), “Kaibigan” (1978), “Kabilugan ng Buwan” (1980), “Di Na Natuto” (1988), “Paano” (1991), “Sólo una Sonrisa Lejos” (1991), e “Isang Dangkal” (1999).

## TV shows
- Vilma On Seven (GMA 7, 1993)
- Philippine Idol (TV5, 2006)
- Celebrity Duets Season 1 (GMA 7, 2007) - performer
- Pinoy Idol (GMA 7, 2008)
- Talentadong Pinoy (TV5, 2009) - judge